# Jan Kanty Olszewski
Jan Kanty Olszewski (ur. 22 października 1885 w Sitnicy, zm. 16–19 kwietnia 1940 w Katyniu) – podpułkownik kawalerii Wojska Polskiego, ofiara zbrodni katyńskiej.

## Życiorys
Urodził się 22 października 1885 w Sitnicy, w ówczesnym powiecie gorlickim Królestwa Galicji i Lodomerii, w rodzinie Józefa i Kazimiery z Jaszczurowskich. W 1906 rozpoczął zawodową służbę w cesarskiej i królewskiej armii. Został wcielony do 6 galicyjskiego pułku ułanów w Rzeszowie. W szeregach tego pułku wziął udział w mobilizacji sił zbrojnych Monarchii Austro-Węgierskiej, wprowadzonej w związku z wojną na Bałkanach (1912–1913), a następnie walczył na frontach I wojnie światowej. W czasie służby w c. i k. Armii awansował na kolejne stopnie w korpusie oficerów kawalerii: porucznika ze starszeństwem z 1 listopada 1906, nadporucznika ze starszeństwem z 1 listopada 1912 i rotmistrza ze starszeństwem z 1 maja 1916. 
27 grudnia 1918 został przyjęty do Wojska Polskiego z dniem 1 listopada 1918, z byłej armii austro-węgierskiej, z zatwierdzeniem posiadanego stopnia rotmistrza i przydzielony do Okręgu Wojskowego Przemyśl. 15 lipca 1920 został zatwierdzony z dniem 1 kwietnia 1920 w stopniu majora, w kawalerii, w grupie oficerów byłej armii austro-węgierskiej. Pełnił wówczas służbę 10 pułku ułanów. Od marca do listopada 1921 dowodził 24 pułkiem ułanów, który stacjonował w Dębicy, a następnie w Staszowie i Pińczowie. 3 maja 1922 został zweryfikowany w stopniu majora ze starszeństwem z dniem 1 czerwca 1919 i 28. lokatą w korpusie oficerów jazdy (od 1924 – kawalerii). W 1923 był zastępcą dowódcy 11 pułku ułanów w Ciechanowie i komendantem jego Kadry szwadronu zapasowego. W kwietniu 1924 został przeniesiony do 8 pułku ułanów w Krakowie na stanowisko zastępcy dowódcy pułku. W tym samym roku ukończył kurs w Obozie Szkolnym Kawalerii w Toruniu. 1 grudnia 1924 został mianowany podpułkownikiem ze starszeństwem z dniem 15 sierpnia 1924 i 5. lokatą w korpusie oficerów kawalerii. 10 czerwca 1925 został przeniesiony do 5 pułku strzelców konnych w Tarnowie na stanowisko zastępcy dowódcy pułku. 29 listopada 1926 dowódca Okręgu Korpusu Nr V generał dywizji Stanisław Wróblewski, po przeprowadzonej lustracji 5 psk, wystąpił z wnioskiem o jego zatwierdzenie na stanowisku dowódcy pułku. Generał Wróblewski motywował swój wniosek następująco: „w czasie inspekcji pułku przekonałem się, że ppłk Olszewski na tym stanowisku w zupełności odpowiada i że w stosunkowo krótkim czasie jako p.o. dowódcy doprowadził pułk ten do znacznej poprawy pod względem wyszkolenia, sprawności bojowej i pod względem administracyjnym. Z przedstawionych mi planów jego na przyszłość w prowadzeniu pułku, doszedłem do wniosku, że ppłk Olszewski odpowie w zupełności pokładanym w nim nadziejom”. 
11 lutego 1927 podpułkownik Olszewski został przesunięty na stanowisko dowódcy 5 pułku strzelców konnych. Od 28 września do 26 listopada 1927 był słuchaczem II unitarno-informacyjnego kursu dla podpułkowników i pułkowników, kandydatów na dowódców pułków, względnie dowódców pułków. Wystawiono mu wówczas następującą opinię: „osiągnięte rezultaty pracy we wszystkich broniach są wystarczające, ale często znajdzie się jeszcze coś do uzupełnienia i sprostowania”. Z kolei generał dywizji Aleksander Osiński, któremu pod względem inspekcji podlegała 5 Samodzielna Brygada Kawalerii stwierdził, że zarówno ppłk Olszewski, jak i ppłk Władysław Bzowski dowódca 8 pułku ułanów – „odpowiadają na zajmowanych stanowiskach. Biorąc zaś porównawczo – stawiam na pierwszym miejscu d–cę 8 p.uł. ppłk. Bzowskiego, następnie ppłk. Olszewskiego”. Pomimo pozytywnych opinii przełożonych ppłk Olszewski dowodził pułkiem niespełna rok. W styczniu 1928 został przeniesiony do kadry oficerów kawalerii i wyznaczony na stanowisko rejonowego inspektora koni w Kołomyi. Na identyczne stanowisko w Dęblinie został przeniesiony ppłk Bzowski.
W marcu 1929 ppłk. Olszewski został zwolniony z zajmowanego stanowiska i pozostawiony bez przynależności służbowej z równoczesnym oddaniem do dyspozycji dowódcy Okręgu Korpusu Nr VI. Z dniem 31 sierpnia 1929 został przeniesiony w stan spoczynku. W 1934 pozostawał w ewidencji Powiatowej Komendy Uzupełnień Kraków Miasto. Posiadał przydział do Oficerskiej Kadry Okręgowej Nr V. Był wówczas „przewidziany do użycia w czasie wojny”.
17 września 1939 dostał się do sowieckiej niewoli. Początkowo przebywał w Obozie NKWD w Putywlu, a od listopada w Obozie NKWD w Kozielsku. Między 15 a 17 kwietnia 1940 został przekazany do dyspozycji naczelnika Zarządu NKWD Obwodu Smoleńskiego. Między 16 a 19 kwietnia 1940 został zamordowany w Katyniu i tam pogrzebany w bezimiennej mogile zbiorowej. Od 28 lipca 2000 mieści się tam Polskim Cmentarzu Wojennym w Katyniu.
5 października 2007 minister obrony narodowej Aleksander Szczygło mianował go pośmiertnie na stopień pułkownika. Awans został ogłoszony 9 listopada 2007, w Warszawie, w trakcie uroczystości „Katyń Pamiętamy – Uczcijmy Pamięć Bohaterów”.
Jan Kanty Olszewski był żonaty z Olgą (1901–1990), córką generała dywizji Romana Żaby i Anny z Oczosalskich. Z tego związku urodziła się córka Anna Maria (ur. 8 maja 1927 w Krakowie) i syn Józef Edward (ur. 26 września 1929, zm. 25 czerwca 2008 w Krakowie).

## Ordery i odznaczenia
- Krzyż Zasługi Wojskowej 3 klasy z dekoracją wojenną i mieczami[7]
- Brązowy Medal Zasługi Wojskowej na wstążce Krzyża Zasługi Wojskowej[7]
- Krzyż Wojskowy Karola[7]
- Krzyż Jubileuszowy Wojskowy[7]
- Krzyż Pamiątkowy Mobilizacji 1912–1913[4]